# ROAD OUT "MOVIE"
『ROAD OUT "MOVIE"』（ロード・アウト・ムービー）は、1996年2月29日に発売された浜田省吾の2作目の映像作品。

## 概要
前作『ON THE ROAD "FILMS"』から実に7年振りとなる映像作品。単にライブ映像やビデオクリップ映像を集めたものではなく、タイトル通り映画仕立ての作品となっており、ホテルの一室や浜辺で歌うシーンなども収録されている。また、「とらわれの貧しい心で」は日比谷野外音楽堂のステージで一人で歌う映像が収録されている。
ライブ映像は、1994年のツアー『ON THE ROAD '94 "THE MOMENT OF THE MOMENT"』と1991年の野外ライブ『ON THE ROAD '91 "ONE AND ONLY" 仙台みちのく杜の湖畔公園』から収録されている。収録日は1991年8月10日・仙台みちのく杜の湖畔公園 、1994年9月・横浜アリーナ。また、ビデオクリップは、本作のためにリメイク・リミックスされた音源が使用されている。本作のサウンド・トラック集という位置づけで『ROAD OUT "TRACKS"』が同時発売された。

## チャート
浜田の映像作品としては、2作目にして初の週間チャート首位獲得となった。累計で8万枚以上を売り上げ、1996年の年間ランキングでも6位を記録した。
2000年にリマスタリングが施され、DVDにて再発された。2005年には廉価版のトール・ケース仕様にて再発された。どちらもチャートインを記録している。

## 収録曲
1. 夏の終り (Video Clip) - THE END OF SUMMER
リメイク音源
2. モダンガール (Live) - MODERN GIRL
ON THE ROAD '94　横浜アリーナ
3. 悲しみは雪のように (Live) - SORROWS FALLING DOWN LIKE SNOWFLAKES
ON THE ROAD '94　横浜アリーナ
4. ラストショー (Live) - LAST SHOW
ON THE ROAD '94　横浜アリーナ
5. こんな気持のまま (Video Clip) - I WANNA BE WITH YOU TONIGHT
オリジナル音源
6. 少年の心 (Video Clip) - A BOY'S HEART
リミックス音源
7. MAINSTREET (Live)
ON THE ROAD '91 仙台みちのく杜の湖畔公園
8. BASEBALL KID'S ROCK (Live)
ON THE ROAD '91 仙台みちのく杜の湖畔公園
9. 今夜こそ (Video Clip) - TONIGHT
リメイク音源
10. サイドシートの影 (Video Clip) - SHADOW OF THE PASSENGER SEAT
リメイク音源
11. 境界線上のアリア (Live) - AIR ON THE BORDER LINE
ON THE ROAD '94　横浜アリーナ
12. 傷だらけの欲望 (Live) - ACHE OF DESIRE
ON THE ROAD '94　横浜アリーナ
13. J.BOY (Live)
ON THE ROAD '86～'94（音源は、ON THE ROAD '94　横浜アリーナ）
14. とらわれの貧しい心で (Video Clip) - THE POOR HEART OF THE PRISONER
リメイク音源
15. HELLO ROCK&ROLL CITY (Live)
ON THE ROAD '84～'94（音源は、ON THE ROAD '94　横浜アリーナ）
16. 我が心のマリア (Instrumental) - MARIA
リメイク音源

## 参加ミュージシャン
- 浜田省吾 - Vocal, Guitar & Harmonica
- 町支寛二 - Guitar & Backing vocal
- 姫野達也 - Guitar, Keyboards & Backing vocal
- 水谷公生 - Guitar
- 関雅夫 - Bass
- 梁邦彦 - Piano & Synthesizer
- 古村敏比古 - Saxophone, Flute & Backing vocal
- 清岡太郎 - Trombone
- 小林正弘 - Trumpet
- 菅坡雅彦 - Trumpet
- 菅原裕紀 - Percussions
- 高橋伸之 - Drums